# 陳昕
陳 昕（ちん きん、516年 - 548年）は、南朝梁の武人。字は君章。本貫は義興郡国山県。

## 生涯
陳慶之の五男として生まれた。7歳で騎射ができたとされる。12歳のとき父に従って入洛したが、道中で病にかかり、建康に帰った。鴻臚卿朱异を訪れて、北方の形勢を訊ねられると、陳昕は土を集めて地面に城を描き、指でなぞって説明して朱异を驚かせた。
大同4年（538年）、邵陵王常侍・文徳主帥・右衛仗主となり、義陽の援軍として派遣された。陳慶之が懸瓠を包囲したとき、北魏の豫州刺史の堯雄が来援し、その甥の堯宝楽が単騎で戦いを挑んできたため、陳昕が馬を躍らせて堯宝楽のところに直行した。堯雄は敗走して溱城が陥落した。大同6年（540年）、陳昕は威遠将軍・小峴城主に任じられたが、仕事上の失敗で免官された。大同10年（544年）、王勤宗が巴山郡で起兵すると、陳昕は宣猛将軍となり、仮節を受けて反乱の鎮圧にあたった。王勤宗の乱が平定されると、陳昕は陰陵戍主・北譙郡太守に任じられたが、病のため赴任しなかった。驃騎外兵に任じられ、まもなく臨川郡太守となった。
太清2年（548年）、侯景が歴陽を包囲すると、陳昕に召還の命令が出た。陳昕が采石の防衛の重要性を上奏すると、雲騎将軍となり、王質に代わって水軍を率いるよう命じられた。しかし采石に到着しないうちに、侯景はすでに長江を渡ってしまった。そこで陳昕は部下を率いて建康城外を遊弋したが、入城できなかった。そこで京口に逃れようとして、侯景に捕らえられた。侯景は陳昕を任用しようとしたが、陳昕は肯かなかった。侯景が部下の范桃棒に陳昕を監禁させたので、陳昕は范桃棒を説得し、王偉と宋子仙を殺害して投降しようと計画した。范桃棒が建康城中に矢文を射こみ、陳昕を夜間に入城させた。蕭衍は喜んで降伏を受け入れようとしたが、朱异や傅岐が謀略を疑って反対し、皇太子の蕭綱が決断できないでいた。そうしているうちに計画が侯景に洩れ、范桃棒は殺害された。陳昕は知らずに城を出て、侯景に捕らえられた。侯景は陳昕に新たな矢文を書かせて、それを利用して入城しようと謀った。陳昕は文書を書くことを拒否し、ついに侯景に殺害された。享年は33。

## 伝記資料
- 『梁書』巻32 列伝第26
- 『南史』巻61 列伝第51